# Skýcov
Skýcov (hongrois : Kicő) est un village de Slovaquie situé dans la région de Nitra.

## Histoire
Première mention écrite du village en 1359.

## Démographie

### Évolution de la population
| Année:               | 1994. | 2004.   | 2014.   | 2024.   |
| -------------------- | ----- | ------- | ------- | ------- |
| Nombre de personnes: | 1072  | 1037    | 981     | 936     |
| Différence:          |       | -3,26 % | -5,40 % | -4,58 % |

| Année:               | 2023. | 2024.   |
| -------------------- | ----- | ------- |
| Nombre de personnes: | 940   | 936     |
| Différence:          |       | -0,42 % |